# 幻螳属
幻螳属（学名：Phasmomantis）为螳科的一个属。

## 下属物种
本属包括以下物种：
- 基幻螳 Phasmomantis basalis Stal, 1877
- 苏氏幻螳 Phasmomantis sumichrasti Saussure, 1861